# Marsdenia abyssinica
Marsdenia abyssinica là một loài thực vật có hoa trong họ La bố ma. Loài này được (Hochst.) Schltr. mô tả khoa học đầu tiên năm 1913.